# Patrick H. O'Malley Jr.
Patrick H. O'Malley Jr. est un acteur américain, né le 3 septembre 1890 à Forest City en Pennsylvanie (États-Unis), et mort le 21 mai 1966 à Van Nuys en Californie.

## Biographie
Patrick H. O'Malley Jr., ou « Pat O'Malley », a commencé sa carrière au cirque avant de se tourner vers le cinéma. En 1915, il a épousé l'actrice Lillian Wilkes (morte le 15 décembre 1976). le couple a eu trois enfants, Sheila, Eileen et Kathleen.
De 1918 à 1927, il est apparu dans des dizaines de films muets aussi bien en personnage principal qu'en acteur de second plan. Il a joué dans des classiques comme Pour l'humanité en 1918 (The Heart of Humanity), My Wild Irish Rose (1922), The Virginian (1923), Brothers Under the Skin (1922). Sa carrière décline avec l'avènement du parlant. Il a rapidement été relégué à des rôles de compléments, participant à plusieurs centaines de films dans des rôles secondaires.
Dans les années 1950, O'Malley connait un regain de notoriété en jouant dans la série télévisée musicale Faye Emerson's Wonderful Town sur CBS. Dans les années 1960, il a continué à apparaitre à la télévision, notamment dans la série La Quatrième Dimension (3 épisodes). On le voit une dernière fois au cinéma dans le film de Blake Edwards, Le Jour du vin et des roses (Days of Wine and Roses).
Pat O'Malley était le père de l'actrice Kathleen O'Malley (1924-).
Mort d'une crise cardiaque en 1966, à soixante-cinq ans, il a été enterré à San Fernando Mission Cemetery.

## Filmographie
- 1908 : Saved by Love (film) (en) de Edwin S. Porter : le coureur de dot (court métrage)
- 1915 : The Gap of Dunloe de Sidney Olcott
- 1915 : The Voice of the Violin de Ben Turbett : McLean, Jack (court métrage)
- 1915 : The Glory of Clementina de Ashley Miller (court métrage)
- 1915 : Won Through Merit de Eugene Nowland (court métrage)
- 1915 : Out of the Ruins' de Ashley Miller (court métrage)
- 1915 : According to Their Lights de Eugene Nowland (court métrage)
- 1915 : All for Old Ireland de Sidney Olcott : Myles Murphy
- 1915 : Bold Emmett, Ireland's Martyr de Sidney Olcott : major Kirk
- 1915 : On Dangerous Paths : Roger Sterritt
- 1915 : The King of the Wire
- 1915 : A Sprig of Shamrock
- 1915 : The Slavey Student
- 1915 : What Happened on the Barbuda
- 1915 : The Widow's Breezy Suit
- 1915 : Gladiola : Abner
- 1915 : The Magistrate's Story
- 1915 : The Taint de Sidney Olcott
- 1915 : Blade o' Grass
- 1916 : The Picture of Dorian Gray : Sybil Vane
- 1916 : Celeste of the Ambulance Corps
- 1916 : The Littlest Magdalene
- 1917 : The Law of the North : Cpl. John Emerson
- 1917 : The Tell-Tale Step : Hugh Graham
- 1917 : The Love That Lives : Jimmy
- 1917 : The Barker : Wilfred Wells
- 1917 : Your Obedient Servant
- 1917 : The Adopted Son : George Conover
- 1918 : Her Boy : Charlie Turner
- 1918 : Hit-the-Trail Holliday : Kent B. Wurst
- 1918 : The Prussian Cur : Jimmie O'Grady
- 1918 : She Hired a Husband : Tom Dunstan
- 1918 : Pour L'Humanité (The Heart of Humanity) d'Allen Holubar : Clancy
- 1919 : The Red Glove : Kern Thodes (early chapters)
- 1919 : False Evidence : Richard MacTavish
- 1920 : The Prospector's Vengeance
- 1920 : The Blooming Angel : Chester Framm
- 1920 : Sherry : Sheridan Redpath
- 1920 : Le Système du Docteur Ox (Go and Get It) de Marshall Neilan et Henry Roberts Symonds : Kirk Connelly
- 1920 : Le Souffle des dieux (The Breath of the Gods) de Rollin S. Sturgeon : T. Caraway Dodge
- 1920 : Dinty
- 1920 : The Heart of a Woman : Harry Dunton
- 1921 : The Breaking Point : Phillip Bradley
- 1921 : Black Beauty
- 1921 : Bob Hampton of Placer : lieutenant Brant
- 1921 : The Ten Dollar Raise : Jimmy
- 1921 : False Kisses : Paul
- 1922 : A Game Chicken (en) : Rush Thompson
- 1922 : The Lying Truth : Bill O'Hara
- 1922 : My Wild Irish Rose : Conn, the Shaughraun
- 1922 : Brothers Under the Skin (en) d'E. Mason Hopper: Newton Craddock
- 1923 : The Last Hour : Philip Logan
- 1923 : La Première Femme (Brass) de Sidney Franklin : Harry Baldwin
- 1923 : Slippy McGee : Lawrence Mayne
- 1923 : Wandering Daughters : John Hargraves
- 1923 : The Virginian (en) de Tom Forman : Steve
- 1923 : Souls in Bondage
- 1923 : Cause for Divorce : Howard Metcliffe
- 1923 : L'Éternel Combat (The Eternal Struggle) de Reginald Barker : Bucky O'Harra
- 1923 : The Man from Brodney's : Robert Browne
- 1924 : Le Bonheur en ménage (Happiness) : Fermoy MacDonough
- 1924 : Fools' Highway : Mike Kildare
- 1924 : The Beauty Prize : George Brady
- 1924 : The Fighting American (en) de Tom Forman : Bill Pendleton
- 1924 : Bread : Roy Beardsley
- 1924 : The Mine with the Iron Door : Hugh Edwards
- 1924 : Worldly Goods : Fred Hopper
- 1925 : Let Women Alone : Tom Benham
- 1925 : Tomorrow's Love : Robert Stanley
- 1925 : Fraternité (Proud Flesh), de King Vidor : Pat O'Malley
- 1925 : Le Désert blanc (The White Desert) de Reginald Barker : Barry
- 1925 : The Teaser : James McDonald
- 1925 : The Fighting Cub
- 1926 : Watch Your Wife : James Langham
- 1926 : The Midnight Sun : Grand Duke Sergius
- 1926 : My Old Dutch : Joe Brown
- 1926 : Spangles : Dick Radley
- 1927 : Cheaters : Allen Harvey
- 1927 : Perch of the Devil : Gregory Compton
- 1927 : Pleasure Before Business : Dr Burke
- 1927 : Woman's Law : Trooper Bucky O'Hare
- 1927 : The Rose of Kildare : Barry Nunan
- 1927 : A Bowery Cinderella : Larry Dugan
- 1927 : The Slaver : Dick Farnum
- 1928 : The House of Scandal : Pat Regan
- 1929 : Alibi : Detective Sergeant Tommy Glennon
- 1929 : L'Homme que j'aime (The Man I Love), de William A. Wellman : D.J. McCarthy
- 1930 : Die Maske fällt
- 1930 : The Fall Guy (en) : Charles Newton
- 1930 : Average Husband
- 1930 : Mothers Cry d'Hobart Henley : Frank Williams
- 1931 : The Sky Spider : Jim Morgan
- 1931 : Homicide Squad : Man
- 1931 : Night Life in Reno : Red
- 1931 : The Lightning Warrior (en) de Benjamin H. Kline et Armand Schaefer : Sheriff A. W. Brown
- 1931 : Anybody's Blonde : Reporter
- 1931 : The Fighting Marshal (en) de D. Ross Lederman : Deputy Ed Myers
- 1931 : Les Titans du ciel (Hell Divers) : Commander of the 'Los Angeles'
- 1932 : L'Aigle de la mort (The Shadow of the Eagle) de Ford Beebe et B. Reeves Eason : Ames, a director
- 1932 : The Reckoning (en) : Ellis
- 1932 : High Speed : Paul Whipple
- 1932 : The Trial of Vivienne Ware : Broadcast Sergeant
- 1932 : L'Étrange Passion de Molly Louvain (The Strange Love of Molly Louvain) de Michael Curtiz : le policier John
- 1932 : Speed Madness : McCarey
- 1932 : La Ruée (American Madness) : le docteur Strong
- 1932 : Exposure : Praskins
- 1932 : Attorney for the Defense
- 1932 : Klondike : Burke
- 1932 : Those We Love : Daley
- 1932 : The Fighting Gentleman : Dot Moran
- 1932 : The Penal Code : Sergeant Detective W. J. Bender
- 1932 : Sundown Rider (en) de Lambert Hillyer : Lafe Armstrong
- 1932 : Frisco Jenny : le policier Pat O'Hoolihan
- 1933 : Le Parachutiste (Parachute Jumper) d'Alfred E. Green : pilote
- 1933 : Masques de cire (Mystery of the Wax Museum) de Michael Curtiz : Plainclothesman
- 1933 : Whirlwind : Pat Patrick
- 1933 : I Love That Man : Prison Interne
- 1933 : Laughing at Life : Detective Agency Official
- 1933 : Riot Squad : détective Bob Larkin
- 1933 : Le Docteur Cornélius (Before Dawn) de Irving Pichel : Détective Brady
- 1933 : Sing, Sinner, Sing : Conley
- 1933 : One Year Later : reporter
- 1933 : A Man of Sentiment
- 1933 : Curtain at Eight : rôle mineur
- 1934 : The Perils of Pauline : Tim Sullivan, aviateur [Chs. 5-7]
- 1934 : Poker party (Six of a Kind) : détective
- 1934 : Pirate Treasure : John Craig
- 1934 : J'écoute (I've Got Your Number) : First Trouble Shooter Repairman
- 1934 : Love Past Thirty : Lon Burt
- 1934 : The Crime Doctor : détective
- 1934 : Girl in Danger (en) de D. Ross Lederman : Rollins
- 1934 : Death on the Diamond de Edward Sedgwick : caissier
- 1934 : Among the Missing : policier
- 1934 : Against the Law : pompier
- 1934 : Le Témoin imprévu (Evelyn Prentice) : détective Pat Thompson
- 1934 : I'll Fix It : le policier-radio
- 1934 : La Course de Broadway Bill (Broadway Bill)
- 1934 : La Métisse (Behold My Wife!) de Mitchell Leisen : le reporter du train
- 1934 : Fugitive Lady : Renham
- 1935 : Mystery Woman (en) d'Eugene Forde : steward
- 1935 : Bas le masque (Behind the Evidence) de Lambert Hillyer : lieutenant James
- 1935 : After Office Hours : le détective à l'interrogatoire
- 1935 : Toute la ville en parle (The Whole Town's Talking) de John Ford : détective
- 1935 : Death Flies East (en) de Phil Rosen : Mitchell
- 1935 : The Perfect Clue : officer de police
- 1935 : Princess O'Hara : policier
- 1935 : The Drunkard : le premier ivrogne
- 1935 : Le Cavalier miracle (The Miracle Rider) : le capitaine des rangers Sam Morgan [Ch. 1]
- 1935 : Ten Dollar Raise
- 1935 : Men of the Hour : captaine de police
- 1935 : Public Hero#1 : agent federal
- 1935 : Ginger de Lewis Seiler : policier
- 1935 : Lady Tubbs : Station Master
- 1935 : L'Homme sur le trapèze volant (Man on the Flying Trapeze) de Clyde Bruckman : officier
- 1935 : Ladies Love Danger (en) de H. Bruce Humberstone : policier
- 1935 : Wanderer of the Wasteland : Jed
- 1935 : Special Agent : Roark, agent federal
- 1935 : Heir to Trouble : Ike
- 1935 : His Family Tree : le marin assis au pub
- 1935 : This Is the Life, de Marshall Neilan : Agent de patrouille autoroutière
- 1935 : Charlie Chan in Shanghai : Belden
- 1935 : Le Roman d'un chanteur (Metropolitan) de Richard Boleslawski : ouvreur/placeur
- 1935 : Rendez-vous : rôle mineur
- 1935 : Paddy O'Day de Lewis Seiler : Wilson
- 1935 : The Fighting Marines de William Reeves Easton et Joseph Kane : capitaine Grayson [Ch. 1]
- 1935 : A Thrill for Thelma : détective John Hennessey
- 1935 : We're Only Human : officier de police Jordan
- 1936 : Exclusive Story (en) de George B. Seitz : le troisième officier de police
- 1936 : Moonlight Murder : policier
- 1936 : Sky Parade : cameraman
- 1936 : The Country Beyond : Mountie
- 1936 : À vos ordres, Madame (Trouble for Two), de J. Walter Ruben : Purser
- 1936 : The Big Noise : Boyle, le policier avec Kerrigan
- 1936 : Tonnerre sur la cité ardente (San Francisco) : pompier
- 1936 : High Tension (en) d'Allan Dwan : Ship's Mate
- 1936 : L'Agent cyclone (en) (Crash Donovan) de William Nigh et Jean Negulesco : agent de patrouille
- 1936 : His Brother's Wife : portier
- 1936 : 36 Hours to Kill : agent spécial (G-Man)
- 1936 : Charlie Chan aux courses (Charlie Chan at the Race Track) : Track Official
- 1936 : The Case of the Velvet Claws : sergent à l'accueil
- 1936 : Hollywood Boulevard : Danseur
- 1936 : Straight from the Shoulder : greffier
- 1936 : Old Hutch : garde à la banque
- 1936 : Rose Bowl : photographe
- 1936 : Wanted: Jane Turner : Joe, l'assistant de Lansing
- 1936 : L'Ennemie bien-aimée (Beloved Enemy) de H.C. Potter : Callahan
- 1936 : Mysterious Crossing : sergent
- 1937 : Woman-Wise : le promoteur dans le bar
- 1937 : The Great Hospital Mystery : détective
- 1937 :  La Vie privée du tribun (Parnell) de John M. Stahl : un Irlandais
- 1937 : Meet the Missus : mari
- 1937 : Bataille de dames (Ever Since Eve) de Lloyd Bacon : officier de police
- 1937 : Wild West Days (en) : prospecteur
- 1937 : La Révolte (San Quentin) de Lloyd Bacon
- 1937 : Fit for a King : Ship's Officer
- 1937 : Musique pour madame (Music for Madame) de John G. Blystone : policier
- 1937 : L'Île du diable (Alcatraz Island) : gardien de prison
- 1937 : Sous-marin D-1 (Submarine D-1) de Lloyd Bacon : officier garde-côte à New London
- 1938 : L'Impossible Monsieur Bébé (Bringing Up Baby) : député
- 1938 : He Couldn't Say No : policier dans la voiture
- 1938 : Island in the Sky : policier
- 1938 : Accidents Will Happen : chauffeur du bus
- 1938 : Speed to Burn (en) d'Otto Brower : palefrenier
- 1938 : This Marriage Business (en) de Christy Cabanne : Mr. Norton
- 1938 : Adieu pour toujours (Always Goodbye) : policier
- 1938 : Little Tough Guy : sergent policier
- 1938 : Keep Smiling : un policier, aux enchères
- 1938 : M. Moto dans les bas-fonds (Mysterious Mr. Moto) : sergent
- 1938 : Les Anges aux figures sales (Angels with Dirty Faces) : garde-barrière
- 1939 : The Phantom Creeps : Train engineer [Ch. 6]
- 1939 : Persons in Hiding : le chauffeur du député
- 1939 : Laissez-nous vivre (Let Us Live!) de John Brahm : capitaine de police
- 1939 : My Son Is a Criminal : policier
- 1939 : Secret Service of the Air de Noel M. Smith : Guard Cooper
- 1939 : Inside Story : détective
- 1939 : Au service de la loi (Sergeant Madden) : sergent policier
- 1939 : They Made Her a Spy : Intelligence Service Man
- 1939 : La Tragédie de la forêt rouge (Romance of The Redwoods) de Charles Vidor : Yerkes
- 1939 : Les Conquérants (Dodge City) : Conducteur
- 1939 : The Man Who Dared de Crane Wilbur : vieux policier
- 1939 : Women in the Wind : Cleveland Official
- 1939 : Unmarried (en) de Kurt Neumann : Cop
- 1939 : Wolf Call : sergent de la RCMP
- 1939 : Quels seront les cinq ? (Five Came Back), de John Farrow : Michael « Mike » Mulvaney, le père de Tommy
- 1939 : Stunt Pilot : Sheehan
- 1939 : Mr. Moto Takes a Vacation : Gardien de police
- 1939 : L'Aigle des frontières (Frontier Marshal) : client
- 1939 : Le Roi des reporters (The Housekeeper's Daughter) : policier
- 1939 : Dust Be My Destiny : huissier
- 1939 : Smashing the Money Ring : le second garde du détenu à bord du train
- 1939 : Les Fantastiques Années 20 (The Roaring Twenties) de Raoul Walsh : un détenu
- 1939 : The Night of Nights : premier acteur
- 1939 : La Lumière qui s'éteint (The Light That Failed) : Bullock
- 1939 : En surveillance spéciale (Invisible Stripes) de Lloyd Bacon : le lieutenant de la prison avec le capitaine Johnson
- 1940 : Police-secours (Emergency Squad) d'Edward Dmytryk : capitaine des pompiers
- 1940 : L'Aventure d'une nuit (Remember the Night) : membre du jury
- 1940 : The Man Who Wouldn't Talk : technicien de laboratoire
- 1940 : The Saint's Double Trouble : Express Man
- 1940 : Castle on the Hudson : gardien
- 1940 : Destins dans la nuit (The House Across the Bay) : gardien de prison
- 1940 : Shooting High (en) d'Alfred E. Green : Sam 'Lem' Pritchard
- 1940 : Tear Gas Squad (en)'' : policier
- 1940 : Pony Express Days : Joe, Castle Rock Attendant
- 1940 : Rocky Mountain Rangers : capitaine Taylor
- 1940 : Girl in 313 : garçon de café
- 1940 : A Fugitive from Justice : policier
- 1940 : Girl from Avenue A (en) d'Otto Brower : valet de pied
- 1940 : River's End (en) : The Turnkey
- 1940 : Capitaine Casse-Cou (Captain Caution) : marchand de poissons
- 1940 : Vive le bonheur ! (A Little Bit of Heaven) de Andrew Marton : l'oncle Mike
- 1940 : Une dépêche Reuter (A Dispatch from Reuter's) : ouvrier
- 1940 : Tête chaude (East of the River) de Alfred E. Green : policier
- 1940 : Youth Will Be Served (en) d'Otto Brower : Conducteur
- 1940 : Little Nellie Kelly : cavalier de la Police montée
- 1940 : Mines de rien (The Bank Dick) : policier
- 1941 : The Green Hornet Strikes Again! : le reporter Gunnigan [Chs. 14-15]
- 1941 : Back Street
- 1941 : Blonde Inspiration : sergent de police
- 1941 : The Great Mr. Nobody (en) : policier
- 1941 : La Proie du mort (Rage in Heaven) : Steelworker #5
- 1941 : Des pas dans la nuit (Footsteps in the Dark) de Lloyd Bacon : Mike
- 1941 : Double Date : policier
- 1941 : Knockout : Hanson Fight Ring Announcer
- 1941 : Pals of the Pecos (en) de Lester Orlebeck (en) : Dan Burke
- 1941 : Sky Raiders : Mike Casey, policier à moto [Ch. 4]
- 1941 : Strange Alibi : Rock Yard guard
- 1941 : Law of the Range (en) de Ray Taylor : Mr. Howard
- 1941 : Your Last Act : policier
- 1941 : Cracked Nuts d'Edward F. Cline : officer no 1
- 1941 : Private Nurse : homme saoûl
- 1941 : Reg'lar Fellers : Mr. Dugan Sr.
- 1941 : We Go Fast : Police Telephone Operator
- 1941 : Franc jeu (Honky Tonk) : un invité à la fête
- 1941 : Ici Londres (Paris Calling) : McAvoy
- 1942 : Blue, White and Perfect : sergent
- 1942 : Bombay Clipper : inspecteur en chef
- 1942 : Cadets on Parade : l'officier O'Shea
- 1942 : La Folle Histoire de Roxie Hart (Roxie Hart) de William A. Wellman : policier
- 1942 : Always in My Heart de Jo Graham : Gus, un policier
- 1942 : Gang Busters : Police Chemist Crandall
- 1942 : Murder in the Big House : gardien
- 1942 : Larceny, Inc. de Lloyd Bacon : policier
- 1942 : L'Inspiratrice (The Great Man's Lady) : l'officer Murphy
- 1942 : Junior G-Men of the Air : conducteur du train [Ch. 3]
- 1942 : Tueur à gages (This Gun for Hire) : le contrôleur
- 1942 : Pacific Rendezvous : le capitaine Chandler, du navire de guerre Woodhaven
- 1942 : Top Sergeant de Christy Cabanne : major
- 1942 : Thru Different Eyes : officier de police (coroner)
- 1942 : Hold 'Em Jail
- 1942 : Cairo : Junior officer
- 1942 : Deep in the Heart of Texas (en) d'Elmer Clifton : Jonathan Taylor
- 1942 : La Clé de verre (The Glass Key) : politicien
- 1942 : Gentleman Jim : détective
- 1942 : Duck Soup : policier
- 1942 : Quiet Please: Murder (en) de John Larkin : le garde tué dans la bibliothèque
- 1942 : Over My Dead Body : Petie Stuyvesant
- 1942 : Tennessee Johnson de William Dieterle : reporter
- 1943 : G-men vs. the Black Dragon : Gibson, engineer [Ch.7]
- 1943 : Double Up : Jim Bowers
- 1943 : Batman : policier [Chs. 6, 15]
- 1943 : Mission to Moscow : Irish-American in Montage
- 1943 : A Stranger in Town : policier à la prison
- 1943 : Redhead from Manhattan : policier
- 1943 : Le Héros du Pacifique (The Man from Down Under) de Robert Z. Leonard : prêtre
- 1943 : The Adventures of a Rookie : policier
- 1943 : The Iron Major (en) de Ray Enright : Charlie
- 1943 : The Phantom : Joe Miller [Chs. 1, 3-4, 7]
- 1944 : The Racket Man de D. Ross Lederman : facteur
- 1944 : Sailor's Holiday : guide du studio
- 1944 : The Whistler : Police Detective in Alley
- 1944 : Les Aventures de Mark Twain (The Adventures of Mark Twain) : l'aide du capitaine
- 1944 : Roger Touhy, Gangster (en) : de Robert Florey : Police Orderly
- 1944 : The Desert Hawk (en)
- 1944 : The Last Ride : O'Rorke
- 1944 : Une romance américaine (An American Romance) de King Vidor : Board of Directors Member
- 1944 : Pour les beaux yeux de ma belle (Irish Eyes Are Smiling) de Gregory Ratoff : steward
- 1944 : Le Juré disparu (The Missing Juror) de Oscar Boetticher Jr.  : prêtre
- 1944 : She's a Sweetheart : Minister
- 1945 : Youth on Trial : policier
- 1946 : One Way to Love (en) de Ray Enright : conducteur du train Pullman
- 1946 : Blondie's Lucky Day : deuxième policier
- 1946 : The Phantom Thief : vieil officier de police
- 1946 : The Walls Came Tumbling Down (en) de Robert Anton Wilson : Attendant
- 1946 : The Man Who Dared de John Sturges
- 1946 : The Return of Rusty : agent de l'immigration
- 1946 : Boston Blackie and the Law : officier de police (coroner)
- 1946 : Singin' in the Corn : O'Rourke
- 1947 : The Thirteenth Hour (en) : détective
- 1947 : Hard Boiled Mahoney : lieutenant de police
- 1947 : L'Assassin ne pardonne pas (The Corpse Came C.O.D.) : routier
- 1947 : Key Witness (en) : Norris
- 1948 : The Wreck of the Hesperus (en) d'Elmer Clifton : Skipper Babson
- 1948 : Best Man Wins (en) de John Sturges : steward
- 1948 : Blazing Across the Pecos (it) de Ray Nazarro : Mike Doyle, propriétaire du saloon
- 1948 : La Peine du talion (The Man from Colorado) : citadin
- 1949 : Embuscade (Ambush) : Officer of the Day
- 1949 : A Miss in a Mess
- 1949 : Challenge of the Range (it) de Ray Nazarro : shérif
- 1949 : Boston Blackie's Chinese Venture : l'officer Jim
- 1949 : Un pacte avec le diable (Alias Nick Beal) : Committee Man
- 1949 : The Crime Doctor's Diary : Turnkey
- 1949 : The Doolins of Oklahoma de Gordon Douglas : Dempty marshal
- 1949 : The Secret of St. Ives (en) : sergent
- 1949 : Ça commence à Vera Cruz (The Big Steal) : chef de cabine (avion)
- 1949 : Les Désemparés (The Reckless Moment) : gardien à la banque
- 1949 : Les Fous du roi (All the King's Men) : politicien
- 1949 : Riders in the Sky (en) : juré
- 1950 : Mule Train (en) de John English : Charley Stewart
- 1950 : Suzy... dis-moi oui (A Woman of Distinction) : Conducteur
- 1950 : Kill the Umpire
- 1950 : Cow Town (en) de John English : un citadin
- 1950 : Beyond the Purple Hills (en) de John English : un citadin
- 1950 : The Blazing Sun (en) de John English : le citadin Smith
- 1950 : The Killer That Stalked New York d'Earl McEvoy : sergent de police
- 1951 : Whirlwind (en) de John English : Stage Agent
- 1951 : Silver Canyon (it) de John English : l'Agent Joe du Pony Express
- 1951 : Valley of Fire : Civic Leader
- 1952 : The Old West : un citadin
- 1952 : Border Saddlemates : le premier acheteur
- 1952 : L'Homme tranquille (The Quiet Man) : homme au bar
- 1952 : Barbed Wire (en) de George Archainbaud : Ed Gillifoil
- 1952 : The Kid from Broken Gun : Docteur Handy
- 1952 : Eight Iron Men : le pasteur qui rêvasse
- 1952 : Les Ensorcelés (The Bad and the Beautiful) : l'homme à l'extérieur du Club
- 1953 : Cupidon photographe (I Love Melvin) de Don Weis : Crew
- 1953 : On Top of Old Smoky (it) de George Archainbaud : le vieil homme avec le pistolet
- 1953 : La Fille qui avait tout (The Girl Who Had Everything) de Richard Thorpe : sénateur
- 1953 : Le Vol du diamant bleu (The Great Diamond Robbery) : policier
- 1953 : L'Équipée sauvage (The Wild One) : Sawyer
- 1954 : Une étoile est née (A Star Is Born) : homme sur la piste de course
- 1954 : Trois Heures pour tuer (Three Hours to Kill) d'Alfred L. Werker
- 1955 : Ce n'est qu'un au revoir (The Long Gray Line) : prêtre
- 1956 : L'Invasion des profanateurs de sépultures (Invasion of the Body Snatchers) : le préposé aux bagages
- 1956 : Blackjack Ketchum, Desperado : le docteur Blaine
- 1962 : Le Jour du vin et des roses (Days of Wine and Roses) de Blake Edwards : locataire
- 1964 : Apache Rifles